# Lotononis stenophylla
Lotononis stenophylla là một loài thực vật có hoa trong họ Đậu. Loài này được (Eckl. & Zeyh.) B.-E. van Wyk miêu tả khoa học đầu tiên năm 1989.